# Цуцканій-дін-Вале
Цуцканій-дін-Вале (рум. Țuțcanii din Vale) — село у повіті Нямц в Румунії. Входить до складу комуни Бахна.
Село розташоване на відстані 266 км на північ від Бухареста, 34 км на південний схід від П'ятра-Нямца, 74 км на південний захід від Ясс.

## Населення
За даними перепису населення 2002 року у селі проживали 345 осіб, усі — румуни. Усі жителі села рідною мовою назвали румунську.